# Maki Genryusai
Maki (源柳斉 真紀, Genryūsai Maki) es un personaje ficticio de género femenino, una mujer ninja procedente de la serie de videojuegos Final Fight, aunque también hizo apariciones en otros títulos como Capcom vs. SNK 2: Mark of the Millennium 2001 y Street Fighter Alpha 3 representando a Final Fight.

## Historia
Maki es amiga de infancia de Guy y la hermana de Rena. Aprendió el arte ninjutsu de su padre, el Maestro Genryusai. Como no cree en la violencia, ella se prometió a sí misma no usar sus habilidades de pelea para resolver conflictos. Pero tras enterarse del secuestro de su familia (en Final Fight 2), se ve obligada a pasar sus principios por alto.

## Apariencia
Es alta de cabello rubio retenido en una cola de caballo, de figura delgada y exuberante. Ella lleva un vestido rojo, pero diseñado más en cuenta para la función de estilo, mostrando sólo el cuello y el escote demasiado corto. Debajo, lleva una camisa de malla de alambre. Lleva protectores de los brazos y las piernas con botas pequeñas.

## Técnicas

### Ataques Especiales
- Genko
- Hayagake: Kyuuteishi
- Hayagake: Kage Sukui
- Hayagake: Kubikari
- Saka Hayagake
- Tengu Daoshi
- Hassoukyaku
- Reppukyaku

### Super Ataques
- Bushin Gouraiha
- Tesshinhou
- Ajaratengu

## Datos Adicionales
- Lo que más le gusta: Entrenar, peleas callejeras, Sakura, Mike Haggar, Cody, Guy, Lucia, pasar el tiempo con su familia.
- Lo que más odia: Ser tratada como una damisela en apuros, la organización criminal Mad Gear, ver como pierde Guy, Retu, asuntos problemáticos, que la traten como a una niña.
- Pasatiempos: Pelear.
- Comida favorita: Tapioca
- Medidas: 85-60-88

## Otros Datos
Maki Genryusai estaba confirmada para aparecer en el nuevo juego de Street Fighter: Street Fighter V, muchos fanes pedían su reaparición por lo que decidía ser incluida en la lista de peleadores, junto con Zeku, Cody, Lucia, Poison y Abigail.